# 플루토늄 이야기 도움이 되는 친구 플루토군
플루토늄 이야기 도움이 되는 친구 플루토군은 1993년에 동력로 · 핵연료 개발 사업단 (현 일본 원자력 연구 개발기구)가 기획·제작한 홍보용 비디오다. 약 11분. 약 250개 만들어져 원자력 발전소 홍보 시설 등으로 누군가 시청할 수 있게 되었다. 이 훗날 절판 된 1994년 미국의 에너지부 장관 회수를 요구하는 등, 세계적으로 주목을 모았다.
실사의 사이에 애니메이션의 플루토군이 나오고, 플루토늄의 평화적 이용과 안전성을 설명한다.
플루토늄의 역사와 유래부터 시작 플루토늄에 대한 오해를 풀기라는 입장에서,
- 플루토늄은 청산가리처럼 마시면 빨리 죽는다는 극약이 아니다
- 플루토늄은 피부에서 흡수되지 않고 또한 물과 함께 삼켜도 거의 흡수되지 않고 몸 밖으로 나와 버린다
- 위장이나 창자에 들어간 경우에도 대부분이 배설 되어 몸 밖으로 나와 버린다
- 그러나 혈액 중에 직접 받아들여진 경우는 좀처럼 배출되지 않고 호기보다 흡입된 경우도 전신에 퍼져 유지되기 때문에 이 점에 주의할 필요가있다
- 플루토늄으로 인해 암이 되었다고 단정된 예는 없다
- 위험성이 강조되기 십상인 것은 사람들의 지식 부족으로 인한 것이다
- 플루토늄은 장기 공급 가능한 믿음직한 동료이다

와 같이 설명하고있다.
위의 내용은 비디오에 기초하고있다.

## 반항
- 고속 증식로 몬주가 위치한 후쿠이현의 원전 반대파 주민들은 "플루토늄은 본래 위험한 물질. 지나친 안전 PR "이라고 반발. 이에 대해 홍보실은 "플루토늄은 삼켜도 거의 배설되는 것으로 알려져있다. 배설되기까지의 방사선의 영향도 거의 없다. 비디오의 내용은 감시 한 것으로 자신감을 갖고있다"취지 말했다.[2]
- 당시 미국 에너지부 장관은 플루토늄의 위험성을 과소평가하고 있다고 항의문을 보내진다[5] 등 내용이 국제적인 비판을 받고 절판 된에 개정판이 나왔던 것으로 전해지고 있다.[3]
- 학연 과학 만화 등으로 알려진 만화가 아사리 요시토 소리가  라지오만 제 6화에서 소재로 하고있다.
- 2008년 9월 3일 방영 홋카이도 방송 (HBC)  Hana * 텔레비전의 특집"진짜 우라늄? 설명에 관람객 깜짝"이라고 마린 관 "직원이 내민 물건은? 위험은?"에서 거론했다.
- 동북 지방 태평양 바다 지진 ( 동일본 대지진 )의 해일 피해에 따른 후쿠시마 제 1 원자력 발전소 사고 발생 후 2011년 3월 하 순경부터 인터넷의 동영상 투고 사이트에 게재되어 다시 관심이 높아지고있다.

## 플루토군
- 안내 역의 마스코트 캐릭터. 2등신이고 플루토늄 원소 기호 "Pu"문자를 장식한 헬멧을 착용한다.
- 후쿠이 현 쓰루가시에 있는 일본 원자력 연구 개발기구의 홍보 시설 아톰 플라자의 공식 사이트  하지만 이용되고있다.
- 2011년 4월경 트위터의 비공식 봇인 플루토군이 나타나거나[5], T 셔츠 도안에 도입하기에 이르렀다.[6]

1. ↑  製作は株式会社三和クリーン。
2. 1 2  「『行き過ぎた安全ＰＲ』－－動燃のＰＲビデオに住民反発」『毎日新聞』1994年1月1日
3. 1 2  「臨界事故と日本の原子力行政――現地調査をふまえて、志位和夫書記局長に聞く」『しんぶん赤旗』1999年11月8日
4. ↑  明石昇二郎 『「悪性リンパ腫」多発地帯の恐怖』 技術と人間 1997년 p.136.
5. 1 2  「プルトニウムは呑んでも平気？　旧動燃キャラ「プルト君」の妄言 보관됨 2011-06-08 - 웨이백 머신」『週刊朝日』2011年4月19日
6. ↑  「プルトニウムの「プルトくん」Tシャツ発売される 보관됨 2011-04-30 - 웨이백 머신」ロケットニュース24、2011年4月26日

## 같이 보기
- 몬주 (원자로)